# أفونسو فيوريزي
أفونسو فيوريزي (1 يونيو 1942 - 6 فبراير 2021) كان أسقفًا برازيليًا للروم الكاثوليك.
ولد فيوريز في ريو برانكو دو سول في بارانا، ورُسم في الكهنوت عام 1970. شغل منصب مساعد أسقف أبرشية الروم الكاثوليك في لوزيانيا بالبرازيل في عامي 2003 و2004 وكأسقف للأبرشية من 2004 إلى 2017. توفي في ساو باولو.